# Віві Льонн
Олівія Матильда «Віві» Льонн (фін. Olivia Mathilda «Wivi» Lönn, 20 травня 1872 Онкініемі, Велике князівство Фінляндське — 27 січень 1966 Гельсінкі, Фінляндія) — фінська архітекторка першої половини XX століття, перша жінка в історії Фінляндії, котра відкрила власне архітектурне бюро. Її архітектурна спадщина різноманітна, значну частину складають проєкти освітніх і виховних установ.

## Біографія
Народилася 20 травня 1872 року в містечку Онкініемі поблизу Таммерфорса в родині пивовара Вільгельма Льонна. Закінчила ремісниче училище в Таммерфорсі і вступила до Гельсінгфорського політехнічного училища, в якому з 1893 по 1896 роки навчалася на архітектурному відділенні. Під час навчання почала брати участь в архітектурних конкурсах і кілька разів перемагала в них.

## Кар'єра
В еволюції Віві Льонн досить чітко виділяються три етапи. Перший період, з закінчення Політехнічного училища по 1911 рік, охоплює роботу в рідному Тампере в архітектурних бюро Тарьянне (фін. Tarjanne) і Нюстрьома (фін. Nyström). В цей час вона брала участь в розробці проєкту Фінського національного театру. У цих бюро Льонн працювала з багатьма товаришами по інституту, зокрема Армас Ліндгрен, у співпраці з яким вона спроєктувала не одну будівлю. На початку 1900-х років Віві Льонн відкрила власне бюро, проєкти якого перемагали в більшості оголошених конкурсів в Тампере.
Початок другого періоду пов'язаний з переїздом Льонн у 1911 році в Ювяскюлю, де вона під впливом свого брата вирішила оселитися в будинку, побудованому за власним проєктом. До 1918 року Віві Льонн розробила проєкти майже 20 житлових і громадських будівель.
Третій період починається з переїзду в Вантаа (1918) і в Гельсінкі (1922). В цей час Льонн працює переважно над великими замовленнями, серед яких виділяються розробка генерального плану та проєкти численних будівель в Сяюнятсало (під Ювяскюля). У 1930-ті роки, коли на зміну північному неокласицизму 1920-х років приходить функціоналізм, Віві Льонн відходить від справ.